# Myrne (Krasnodon)
Myrne (ukrainisch Мирне; russisch Мирное/Mirnoje) ist eine Siedlung städtischen Typs im Osten der Ukraine mit etwa 400 Einwohnern.

## Geographie
Der Ort in der Oblast Luhansk liegt etwa 6 Kilometer westlich der Rajonshauptstadt Krasnodon und 38 Kilometer südwestlich der Oblasthauptstadt Luhansk.
Myrne bildet verwaltungstechnisch zusammen mit der Siedlung städtischen Typs Talowe eine gemeinsame Siedlungsratsgemeinde.

## Geschichte
Der Ort wurde im 1920 am Schacht 20 gegründet und 1938 schließlich zu einer Siedlung städtischen Typs ernannt.
Seit Sommer 2014 ist der Ort im Verlauf des Ukrainekrieges durch Separatisten der Volksrepublik Lugansk besetzt.